# Prêmios do Jubileu da UEFA
O Prêmio do Jubileu da UEFA foi uma premiação criada pela União Europeia das Associações de Futebol (UEFA) para celebrar seus cinquenta anos. A UEFA pediu para que cada federação afiliada a ela elegesse seu melhor jogador dos últimos cinquenta anos. A lista foi divulgada em novembro de 2003.
Ainda não separadas, Sérvia e Montenegro tiveram um único eleito, Džajić. Se Montenegro já fosse independente, provavelmente sua associação escolheria entre Predrag Mijatović e Dejan Savićević, astros da Seleção Iugoslava dos anos 1990. Regiões separatistas não totalmente reconhecidas, não sendo afiliadas à UEFA, também não participaram, como Kosovo e Chipre do Norte.
Houve não-europeus que faturaram o prêmio: o argentino Di Stéfano e o marroquino de nascimento Fontaine, além dos cazaques Yarovenko e Kvochkin — ver nota (já que, geograficamente, seus países pertencem à Ásia, mas uma parte do território cazaque localiza-se na Europa) — e do grego Chatzipanagis (nascido no Uzbequistão). Também nascido na ex-União Soviética, mas nos limites da Rússia europeia, é o israelense Spiegler.
| - Albânia - Panajot Pano - Alemanha - Fritz Walter - Andorra - Koldo Álvarez - Arménia - Xoren Hovhannisyan - Áustria - Herbert Prohaska - Azerbaijão - Anatoli Banişevski - Bélgica - Paul van Himst - Bielorrússia - Syarhey Aleynikaw - Bósnia e Herzegóvina - Safet Sušić - Bulgária - Hristo Stoichkov - Cazaquistão - Yevgeniy Yarovenko* - Chipre - Sotiris Kaiafas - Croácia - Davor Šuker - Dinamarca - Michael Laudrup - Escócia - Denis Law - Eslováquia - Ján Popluhár - Eslovénia - Branko Oblak - Espanha - Alfredo di Stéfano | - Estónia - Mart Poom - Finlândia - Jari Litmanen - França - Just Fontaine - Geórgia - Murtaz Khurtsilava - Grécia - Vasilis Chatzipanagis - Hungria - Ferenc Puskás - Ilhas Faroé - Abraham Løkin - Inglaterra - Bobby Moore - Irlanda - Johnny Giles - Irlanda do Norte – George Best - Islândia - Ásgeir Sigurvinsson - Israel - Mordechai Spiegler - Itália - Dino Zoff - Letónia - Aleksandrs Starkovs - Liechtenstein - Rainer Hasler - Lituânia - Arminas Narbekovas - Luxemburgo - Louis Pilot - Macedónia - Darko Pančev | - Malta - Carmel Busuttil - Moldávia - Pavel Ciobanu - Noruega - Rune Bratseth - País de Gales - John Charles - Países Baixos - Johan Cruyff - Polónia - Włodzimierz Lubański - Portugal - Eusébio - República Checa - Josef Masopust - Roménia - Gheorghe Hagi - Rússia - Lev Yashin - San Marino - Massimo Bonini - Sérvia – Dragan Džajić - Suécia - Henrik Larsson - Suíça - Stéphane Chapuisat - Turquia - Hakan Şükür - Ucrânia - Oleg Blokhin |

## Nota
- Sergey Kvochkin e Pat Jennings foram anunciados à imprensa em 2003, mas os artigos do cazaque e do norte-irlandês vencedores do prêmio divulgados no site da UEFA, em 2004, foram de Yevgeniy Yarovenko e George Best, respectivamente.